# 呂赫若
呂赫若（1914年8月25日—1950年9月3日），本名呂石堆，筆名呂赫若，客家人，生於臺中市潭子區，小說家、集作家、聲樂家、劇作家、中國共產黨台灣省工作委員會成員。呂赫若活躍於台灣日治時期到戰後初期，有「台灣第一才子」之稱。二二八事件後，呂赫若擔任《光明報》主編，在鹿窟基地案發生後失蹤，研究資料認為呂赫若於1950年在鹿窟附近遭蛇咬過世。
筆名「呂赫若」源自日文，意為（赫赫有名的年輕人） ；但有一說是他擷取敬佩的兩位左翼作家張赫宙與郭沫若其中一字組合而成。

## 生平
1914年8月25日，呂赫若（本名呂石堆）生於日治台灣臺中廳葫蘆墩支廳潭仔墘區（今台中市潭子區）的地主家庭。父親是呂坤霖，祖父呂成德，祖籍廣東省潮州府饒平縣，原居桃園市龍潭區，後遷居臺中。
呂赫若從小接受新式教育與新式思想，並在15歲時考上台中師範學校。在1934年台中師範學校（今國立台中教育大學）畢業後，出任新竹州竹東郡峨眉公學校（今峨眉國小）訓導（日本舊制教員職階）。
但因語言不通，1935年轉調臺中州南投郡營盤公學校（今南投縣營盤國小）訓導，也在此時開始寫作生涯。他在《文學評論》上發表第一篇日文小說「牛車」，得到第二名 (第一名從缺)，成為文壇矚目對象，被譽為「文學天才」。他的小說作品，主要描繪下層人們的生活，探討階級、性別等問題，具有濃烈的人道關懷。他是日語世代作家之一，也是第一位作品被介紹到中國大陸的作家之一。
1938年，任臺中州豐原郡潭子公學校（今臺中市潭子國小）訓導
1939年，呂赫若入日本東京武藏野音樂學校聲樂科，並參加東寶劇團，演出歌劇「詩人與農夫」，展開約一年多的舞台生涯，但最後因病作罷。

### 返回台灣
1942年回到台灣並且加入張文環的《台灣文學》擔任編輯，後擔任興南新聞記者。呂赫若在戲劇、音樂與文學方面也頗有造詣，而被譽為台灣第一才子，不過他還是最鍾情於文學的創作；二戰結束之後，呂赫若加入三民主義青年團，擔任台中分團籌備處股長，但不久後便出任《人民導報》記者，挖掘戰後台灣政治經濟的黑暗面。
呂赫若除了有教師、戲劇家、作家和記者等身份，其在文學上的版圖，也跨足小說和戲劇兩者，因此才能被稱為跨越日本帝國與中華民國統治兩個時代的台灣第一才子。
1943年(30歲)，呂赫若進入「興業統治會社」（電影公司），一邊上班一邊創作。1943年間，臺灣文壇爆發了「糞」現實主義文學論爭，參與者大致可劃分為《文藝臺灣》與《臺灣文學》 雜誌兩大陣營。以西川滿為首的《文藝臺灣》雜誌作家指稱台籍作家只會描寫虐待繼子或家族糾葛的問題與陋俗，將臺籍作家慣用的現實主義輕蔑地冠上「糞」字，並直接點名批判張文環與呂赫若等臺籍作家沒有皇民意識。7月31日，呂赫若作品〈石榴〉載於《台灣文學》雜誌，同號亦載有楊逵以「伊東亮」之名，發表之〈擁護糞現實主義〉作為反擊。
1945年日本投降之後，9月15日，呂赫若加入三民主義青年團，擔任台中分團籌備處股長。他開始用中文從事小說創作，證明他繼續走文學道路的決心。而此時他一面批判皇民化運動期間的社會怪現象，也一面暗諷國民政府在台推行的國語政策。

### 加入中國共產黨
1947年二二八事件後，呂赫若轉向社會主義並加入中國共產黨，除主編中共地下黨機關刊物《光明報》之外，並且開設由中共地下黨員直接領導的大安印刷廠，印製社會主義刊物與宣傳品。
1949年，呂赫若出任北一女中音樂教師，8月爆發基隆市工作委員會案，《光明報》創辦人、基隆中學校長、中共地下黨員鍾浩東及同校相關人士陸續遭到逮捕判刑，涉及本案的台灣大學相關師生也被逮捕，而參與《光明報》編輯工作的呂赫若也因此開始逃亡，不久之後前往臺北縣石碇鄉鹿窟等基地活動，史稱「鹿窟基地案」。呂赫若於1950年後失蹤，其死亡時間的定論不一，有1950或1951年兩派說法，確切日期與死亡原因不明，其遺孀蘇玉蘭另有（原配林雪絨女士）表示有人說呂是被毒蛇咬死，但也有人說是同伴怕呂赫若出來自首而搶先槍殺呂，之後鹿窟基地遭中華民國政府圍剿，呂赫若的屍體一直未被找到。 根據張炎憲《鹿窟事件調查研究》中的〈李石城訪問記錄〉，  李石城表示呂赫若是1951年農曆5月23日遭蛇吻而過世 ，由其姊夫蘇金英與陳春慶共同埋葬。  依據2019年7月11日垂水千惠女士詢問呂赫若之子呂芳雄先生表示，「對自己及家人而言，父親是死於不再出現在他們面前的1950年」。 據國史館2020年12月27日公布的史料，劉學坤於〈關於呂同志遇難的報告〉之手寫報告中，說明呂赫若是在鹿窟山上遭蛇吻到不治身亡，歷時8天又12個小時，於1950年9月3日下午3點半與世長辭。 目前可見研究資料以國史館提出的1950年死亡之說距今較近。另外，社團法人「台灣美麗夷洲協會」，曾於2002年繪製及印行一份「四分尾山青蛙生態」，當中的摺頁有「四分尾山文史圖略」，刊載「呂赫若藏身之處」及「呂赫若被毒蛇咬死葬身處」。

## 家庭
原配林雪絨：娘家是臺中市豐原區社口大夫第的地方望族 

二房：蘇玉蘭，在「興行統制會社」工作期間認識呂赫若，後來改嫁。
呂赫若與林雪絨育有6子3女：
- 長子：呂芳卿
- 長女：呂愛琴
- 次女：呂田鶴
- 三女：呂緋沙子(因病早逝)
- 次子：呂芳雄
- 三子：呂芳傑
- 四子：呂芳甫
- 五子：呂芳伯
- 六子：呂芳民(在呂赫若逃亡一週後出世)

呂赫若與二房蘇玉蘭育有1子1女:
- 子：？？(因意外而喪生)
- 女：朱麗玉

## 作品
呂赫若的作品以反對封建與家庭的病態為主要創作對象，但是呂赫若小說中的女性題材也是比較特殊的。其中《暴風雨的故事》、《婚約奇談》、《女人心》等作品，特別能反映時代、描繪出當時女性與殖民地人民受壓迫的悲哀。
其身後的手稿及書籍因家人對政治肅殺的恐懼而悉數掩埋於家前的荔枝園，僅有一本日記（記錄昭和17－19年）因為詳實紀錄了子女的出生年月日而保留傳世，2020年由家屬捐贈予國立臺灣文學館。

### 〈牛車〉
〈牛車〉，短篇小說，是呂赫若描寫殖民時期，無產階級/勞動者之家庭的小說作品，1935年載於東京《文學評論》雜誌，為呂赫若的第一篇小說，以日文發表。
〈牛車〉一文以全知觀點敘事者的角度來敘述，描述在汽車進入農村之後，因為牛車的地位不如往昔，夫妻倆的生計受到重挫。因而在尋找出路時，不斷的遭遇挫折與不幸，甚而絕望。作者透過描寫家庭內部不和諧的貧困原因，帶出當時庶民階級因無法和資本家對抗，種種壓迫所產生的苦難悲劇。
主角楊添丁為了改善家庭經濟，試過多種方法，卻都無疾而終。最終夫妻倆因無路可走，妻子不得不出賣身體，楊添丁也因重罰後的偷鵝事件，淪落被警察追捕，以悲劇結局告終。
〈牛車〉以現實日常生活為題材、語言質樸，為鄉土小說的典型。透過楊添丁與阿梅這對夫妻的困境，描寫了在社會變遷下，底層人民的真實寫照，與過渡時期的頑抗心理。文章多次著重於阿梅的言行，展現了呂赫若對女性的重視，使讀者省思。

### 〈冬夜〉
〈冬夜〉，短篇小說，為日治光復後作品，原載於1947年2月《台灣文化》二卷二期，後收錄於2006年3月《呂赫若小說全集（下）》。
〈冬夜〉全文以第三人稱限知視角描寫，以順敘法及倒敘法相插，首先敘寫冬夜中，主角家裡父親與弟弟賣零碎小物維繫經濟，母親卻好賭成性，將主角賺來的錢全賭光，透過主角彩鳳回憶哀傷的過去與現有境況的描摹，帶出日治時期的戰爭使得當時家庭被拆散，抗戰結束光復後卻遭逢通貨膨脹與制度改革，民生艱困又加上失業潮，使得女子獨自一人扛起家計，淪落於酒館之中的哀戚，寫出當時人民的貧苦與現實社會中所承受的痛。
第一場婚姻，彩鳳的丈夫因為在二次大戰期間，被日本總督府徵召，強迫當了「志願兵」，派去菲律賓前線，卻因遭受美軍掃射而失蹤。成為寡婦的她為了負擔娘家的經濟困境，只能去當時林立的酒家賺錢，卻不幸被外省籍的大財子相中，強暴而娶回家，第二段婚姻卻因丈夫感染梅毒。被休棄後仍然為了負擔家計重歸酒館，卻被客人揶揄或是麻木出賣自己的貞潔。文末以彩鳳在接嫖客時，遇上清查盜匪的槍聲、警察的嚇阻，倉皇逃跑作結。
以「冬夜」象徵當時肅殺的政治環境，以及百姓的淒涼處境，透過傳統男尊女卑的形象，象徵統治者及被統治者，外省丈夫則代表來台接受的醜惡官員，透出作者對於當時的國民政府，與日本帝國主義的否定與反抗。

### 〈玉蘭花〉
〈玉蘭花〉，短篇小說，是呂赫若寫本島家∕家族為主的小說作品，原載於1943年12月《台灣文學》四卷一號，後收錄於1991年2月《呂赫若集》。
〈玉蘭花〉以第一人稱「我」為敘事者，從一張舊相片延伸至主角的幼年時光。主角的叔父去東京留學，並帶回一位日本內地友人—鈴木善兵衛，而鈴木善兵衛作為新時代的知識份子，帶給七歲的主角特別的童年。主角從初見鈴木善兵衛時的極度畏懼，到後來的慢慢親近，逐漸克服從小對內地人的刻板印象與恐懼。此處表現出超越種族與殖民關係的情誼，寫出對土地的愛，並透過主角與鈴木善兵衛的友好，展現台日之間和平相處的可能。
接著由於鈴木善兵衛感染熱病而虛弱，用小孩的眼光描述年輕祖母去釣魚的水邊招魂，用舊時代的方式祈求鈴木善兵衛痊癒。展現出對傳統文化的包容，以及人性的善與美，創造舊時代正面的家族形象。最後鈴木善兵衛動身回日本內地，主角以矛盾的情緒和鈴木善兵衛別離，反映出殖民者與被殖民者之間糾結的情感。
〈玉蘭花〉是日台親善的小說，表現出呂赫若極具人道關懷的特性。呂赫若在〈玉蘭花〉中表達出根植於鄉土，吸收外來文明融合為己用的結論，這是他經歷留日返台，掙扎於日本與台灣價值的認同，最後回歸到認同台灣的歷程，呂赫若試圖藉此指引迷失在日本、南洋的台灣青年，回到認同台灣的路途。

### 其他戰後作品
日本戰敗，臺灣戰後所撰寫的作品：
- 〈故鄉的戰事一-改姓名〉
- 〈故鄉的戰事二-一個獎〉

### 作品在戰後的出版物
目前2011年10月1日止，呂赫若作品已知的出版品有：
- 張恆豪／編，《呂赫若集》，前衛出版社，1991年。
- 林至潔／譯，《台灣第一才子：呂赫若小說全集》，聯合文學，1995年。
- 呂赫若／著，《呂赫若日記》，國家台灣文學館，2004年。
- 林至潔／譯，《呂赫若小說全集》，INK印刻出版，2006年。
- 呂赫若／著、江彬如／圖，《月光光：光復以前》，遠流出版社，2006年。
- 河原功／監修，《清秋》，東京都ゆまに書房，2001年。
- 呂赫若的作品被收錄在日本ゆまに書房出版的《台灣小說集》。

## 風格與小說意識分析
呂赫若的作品，深具人道關懷，並多有濃厚的社會主義思想傾向。字裡行間流露出對社會的批判意識，表現出當時殖民地人民的悲哀，與弱勢族群受壓迫的狀態。其關懷意識，可從深具女性意識的作品，見其一二。呂赫若的作品，多描寫了女性多樣的面貌。從〈山川草木〉中的寶蓮，為受教育女性的代表；至〈牛車〉中的阿梅，作為目不識丁的鄉下婦女代表，都探討、關懷著在社會上，相對處於較弱勢一方的女性立場。而社會主義思想更可從作品中，對資本主義經濟造成的種種庶民悲劇可知。

## 相關影視作品
- 獨立特派員 第523集 (走過鹿窟65年)

新聞與政治。發佈日期：2017年12月13日。主持人：陳廷宇。
- 【民視台灣學堂】台灣事件簿: 台灣第一才子

新聞與政治。發佈日期：2017年6月29日。主持人：陳芳明。
- 台灣時代劇《台北歌手》

時代劇。發佈日期：2018年4月2日。由莫子儀、黃姵嘉、楊小黎領銜主演。

## 音樂藝術成就
呂赫若於當時廣泛接觸文學、音樂還有演劇，為當時出名的「斜槓青年」。早年受過日式教育，雖原本非科班出身，但基於對聲樂演唱的興趣，曾前往日本東京學習音樂，輾轉由下八川圭祐聲樂研究所、東京聲專音樂學校（今昭和音樂大學）聲樂科，還曾經接受長坂好子的個人指導。呂赫若更曾經在「東京寶塚劇場」擔任歌手。於當時的台灣文學圈更有「台北第一男高音」的美譽，當時與江文也享譽全台。直至1942年5月，因身體健康欠佳，才返台不再登場演出。
1943年4月，呂赫若與王井泉、張文環等人共同籌組「厚生演劇研究會」，同年11月，「台灣音樂奉公會」成立，日本政府於各地推動全體國民歌唱的「新台灣音樂運動」，多唱昂揚勞動士氣的軍歌，呂赫若對此種政治化的音樂運動嗤之以鼻，並於日記中以「荒唐可笑」為註腳顯示自己的反抗與被迫動員的不滿。
在台灣光復後，呂赫若應建國中學校長陳文彬的邀約，先後到建國中學及北一女中學擔任音樂教師。

## 相關作品

### 電視劇
- 台灣時代劇《台北歌手》，樓一安導演，2018年。

### 舞台劇
- 舞台劇《巨輪--呂赫若之牛車新表》，台灣青年劇團,青年高中電影電視科聯合製作演出.黃顯庭導演,詹慧玲,郭陽山主演，2019年4月27日台中中山堂首演。

## 外部連結
- 國家圖書館-當代文學史料系統[永久]
- 東華大學-台灣文學資料庫
- 淺談冷酷又熾熱的台灣第一才子呂赫若 - 社會與文化研究所（页面存档备份，存于）
- 台灣文學資料庫-作家館>呂赫若
- 國立台灣文學館文學知識平台>小事典>1月，呂赫若發表日文小說〈牛車〉於東京《文學評論》第2卷1號
- 孫康宜/撰；傅爽/譯，「二二八事件之後的呂赫若」
- 鹿窟事件五十週年《這樣的人，那樣的年代！》系列（页面存档备份，存于）
- 公視《獨立特派員》 第523集 (走過鹿窟65年) （页面存档备份，存于）
- 戰雲下厲行皇民化 台日文學社團相互較勁【民視台灣學堂】台灣新文學史（西川滿、黃得時、呂赫若） （页面存档备份，存于）：提及呂赫若作品有〈玉蘭花〉、〈財子壽〉、〈風頭水尾〉、〈廟庭〉、〈月夜〉、〈清秋〉、〈冬夜〉、〈改姓名〉、〈婚約奇譚〉。
- 客家電視台劇場《台北歌手》官方影片 （页面存档备份，存于），樓一安導演，2018年。
- 臺灣碩博士論文知識加值系統 （页面存档备份，存于）
- 國立臺灣文學館「文物典藏查詢系統 （页面存档备份，存于）」，典藏有「呂赫若結婚照」、「呂赫若半身獨照」、「呂赫若全家福底片」、「呂赫若日記」、「四分尾山青蛙生態（呂赫若藏身之處）」……等藏品資料。